# Homoglaea variegata
Homoglaea variegata är en fjärilsart som beskrevs av Barnes och Mcdunnough 1918. Homoglaea variegata ingår i släktet Homoglaea och familjen nattflyn. Inga underarter finns listade i Catalogue of Life.